# Зури, Рето
Ре́то Зу́ри (нем. Reto Suri; 25 марта 1989, Цюрих, Швейцария) — швейцарский хоккеист, крайний нападающий клуба «Цуг» и сборной Швейцарии. Наибольшую известность в хоккейном мире получил по результатам чемпионата мира 2013 года, где его национальная сборной впервые за 60 лет выиграла медали, а сам Зури стал одним из лучших бомбардиров команды, набрав в 10 матчах 8 очков за результативность (5+3).

## Статистика выступлений
Без учёта игр плей-офф
Последнее обновление: 20 мая 2013 года
| Сезон   | Команда            | Лига                              | Игр | Г  | П  | Очк | +/- | Штр |
| ------- | ------------------ | --------------------------------- | --- | -- | -- | --- | --- | --- |
| 2006-07 | Клотен-U20         | Швейцарская национальная лига-U20 | 40  | 22 | 25 | 47  | --  | 155 |
| 2007-08 | Клотен-U20         | Швейцарская национальная лига-U20 | 23  | 22 | 32 | 54  | --  | 66  |
| 2007-08 | Клотен             | Швейцарская национальная лига-A   | 16  | 1  | 1  | 2   | --  | 2   |
| 2008-09 | Женева-Серветт-U20 | Швейцарская национальная лига-U20 | 4   | 2  | 5  | 7   | --  | 6   |
| 2008-09 | Женева-Серветт     | Швейцарская национальная лига-A   | 22  | 2  | 3  | 5   | --  | 10  |
| 2008-09 | Лозанна            | Швейцарская национальная лига-B   | 23  | 2  | 2  | 4   | --  | 12  |
| 2009-10 | Женева-Серветт     | Швейцарская национальная лига-A   | 47  | 4  | 4  | 8   | --  | 24  |
| 2010-11 | Рапперсвиль        | Швейцарская национальная лига-A   | 49  | 17 | 13 | 30  | -10 | 57  |
| 2011-12 | Рапперсвиль        | Швейцарская национальная лига-A   | 50  | 11 | 12 | 23  | -21 | 59  |
| 2012-13 | Цуг                | Швейцарская национальная лига-A   | 46  | 14 | 11 | 25  | -1  | 34  |
|         | Всего в карьере    | Всего в карьере                   | --  | -- | -- | --  | --  | --  |